# Crown Research Institutes
Als Crown Research Institutes bezeichnet Neuseeland diejenigen nationalen Forschungsinstitute, die 1992 unter dem Crown Research Institutes Act 1992 gegründet wurden.
Folgende Institute zählen dazu:
- AgResearch (AgResearch).
- Industrial Research (IRL).
- Institute of Environmental Science & Research (ESR).
- Institute of Geological and Nuclear Sciences (GNS Science).
- Landcare Research New Zealand (Landcare Research).
- National Institute of Water and Atmospheric Research (NIWA).
- New Zealand Forest Research Institute handelt unter Scion
- New Zealand Institute for Plant and Food Research (Plant & Food Research).

## Geschichte
In den 1980ern wurde der Forschungsbereich und die hierzu verantwortlichen Stellen in den Ministerien einer Überprüfung unterzogen. Die Zielsetzung hierzu war, Forschung und Wissenschaft effektiver und effizienter zu gestalten. Hierzu angefertigte Studien belegten den schlechten Zustand der finanziellen Förderung und Priorisierung von Forschungs- und Wissenschaftsprojekten. Dies führte in den frühen 1990ern zur Reform dieses Sektors.
Mit dem Crown Research Institutes Act 1992 wurden am 1. Juli 1992 Verantwortlichkeiten aus den Ministerien ausgegliedert und zunächst zehn eigenständige Forschungsinstitute gegründet. Mit dem Companies Act 1993 wurden alle Institute zu Gesellschaften mit beschränkter Haftung (Limited) umgewandelt. 
Aufgabe der Institute war nun, eigenverantwortlich zu wirtschaften, Forschungs- und Wissenschaftsprojekte eigenständig zu organisieren, die Finanzierung von Vorhaben zu verbessern und besser zu priorisieren, die Förderung aus dem privaten Sektor zu verbessern und die Effizienz des gesamten Systems zu verbessern.

### Aufteilung der Verantwortung
Die Reform führt 1992 zur nachfolgend aufgeführten neuen Organisationsform und zu separaten Verantwortungsbereichen:
- Das Ministry of Research, Science and Technology (MoRST) (Ministerium für Forschung, Wissenschaft und Technologie)  war von nun an für die politischen Vorgaben und Empfehlungen zuständig.
- Die Foundation for Research, Science and Technology (FRST) (Stiftung für Forschung, Wissenschaft und Technologie)  sollte für die Finanzierung von Forschung und Wissenschaft zuständig sein.
- Die Crown Research Institutes (CRIs) (Staatliche Forschungsinstitute) sollten für die tatsächliche wissenschaftliche Forschung da sein.

### Veränderungen
Von den ursprünglich zehn Instituten existieren Stand 2009 noch acht (siehe oben). Das Institute for Social Research and Development wurde im August 1995 wegen fehlender Rentabilität aufgelöst und im Dezember 2008 wurden das New Zealand Institute for Crop & Food Research und das Horticulture & Food Research Institute of New Zealand zum New Zealand Institute for Plant & Food Research verschmolzen.

## Profitorientierung
Die Institute wurden angehalten ihr Eigenkapital selbst zu erwirtschaften. Von 1992 bis Stand 30. Juni 2008 haben alle Institute zusammen genommen ein Vermögen von 669,2 Millionen NZ$ erwirtschaftet. Der Mitarbeiterbestand betrug zum gleichen Stichtag 4.235 Mitarbeiter, von denen 3.478 Mitarbeiter direkt in Forschungsprojekten arbeiteten.
Im Jahre 2006 hat die neuseeländische Regierung ihre Renditevorgaben für die Crown Research Institutes detailliert formuliert. Demnach sollen die Institute eine Rendite von jährlich 9 % erwirtschaften um a) ihr Eigenkapital weiter stärken zu können und b) ihre Langzeitrentabilität zu sichern.